# John Laurie
John Laurie est un acteur et metteur en scène écossais, né John Paton Laurie à Dumfries (Dumfries and Galloway, Écosse) le 25 mars 1897, mort à Chalfont St Peter (Buckinghamshire, Angleterre) le 23 juin 1980.

## Biographie
Il mène au Royaume-Uni l'essentiel de sa carrière, qu'il commence au théâtre (où il sera très actif) en 1919, notamment dans des pièces de William Shakespeare ; il en mettra une en scène et en reprendra quatre au cinéma, aux côtés de Laurence Olivier (qui réalise les trois dernières de ces adaptations filmées) : As you like it (1936), Henry V (1944), Hamlet (1948) et Richard III (1955). Et notons une prestation unique à Broadway en 1955-1956, dans Tiger at the Gates (adaptation de La guerre de Troie n'aura pas lieu de Jean Giraudoux), avec Michael Redgrave.
Sa carrière au cinéma débute en 1930 avec Junon et le Paon d'Alfred Hitchcock (qu'il retrouvera en 1935 dans Les 39 Marches) et s'achève en 1979 avec une nouvelle version de The Prisoner of Zenda. Mentionnons en particulier sa participation à plusieurs films de Michael Powell.
Il apparaît également à la télévision, dans des téléfilms (dès 1938) et séries (notamment The Avengers et Dad's Army).

## Filmographie partielle

### Au cinéma
- 1930 : Junon et le Paon (Juno and the Paycock) d'Alfred Hitchcock
- 1934 : Red Ensign de Michael Powell
- 1935 : Les 39 marches (The 39 Steps) d'Alfred Hitchcock
- 1936 : Comme il vous plaira (As you like it) de Paul Czinner
- 1936 : Her Last Affaire de Michael Powell
- 1937 : Farewell again de Tim Whelan
- 1937 : Jericho de Thornton Freeland
- 1937 : À l'angle du monde (The Edge of the World) de Michael Powell
- 1938 : The Ware Case de Robert Stevenson
- 1938 : A Royal Divorce de Jack Raymond
- 1939 : Armes secrètes (Q Planes) de Tim Whelan et Arthur B. Woods - rôle : le rédacteur-en-chef
- 1939 : Les Quatre Plumes blanches (The Four Feathers) de Zoltan Korda
- 1940 : Sailors Three de Walter Forde
- 1941 : Old Mother Riley's Ghosts de John Baxter
- 1941 : Dangerous Moonlight de Brian Desmond Hurst
- 1943 : Femmes en mission (The Gentle Sex) de Leslie Howard et Maurice Elvey
- 1943 : Colonel Blimp (The Life and Death of Colonel Blimp) de Michael Powell et Emeric Pressburger
- 1943 : Combat éternel (The Lamp still burns) de Maurice Elvey
- 1944 : L'Héroïque parade (The Way Ahed) de Carol Reed
- 1944 : Henry V (Henry V, The Chronicle History of King Henry the Fift with his Battell at Agincourt in France) de Laurence Olivier
- 1944 : L'Homme fatal (Fanny by Gaslight) d'Anthony Asquith
- 1945 : The Agitator de John Harlow
- 1945 : Je sais où je vais ("I know where I'm going !") de Michael Powell et Emeric Pressburger
- 1945 : César et Cléopâtre (Caesar and Cleopatra) de Gabriel Pascal
- 1946 : Gaiety George de Leontine Sagan et George King
- 1946 : School for Secrets de Peter Ustinov
- 1947 : Jassy de Bernard Knowles
- 1947 : Mon propre bourreau (Mine Own Executioner) d'Anthony Kimmins
- 1948 : Hamlet de Laurence Olivier
- 1948 : La Grande Révolte (Bonnie Prince Charlie) d'Anthony Kimmins
- 1950 : L'Île au trésor (Treasure Island) de Byron Haskin
- 1950 : Trio de Ken Annakin et Harold French
- 1951 : L'Amour mène la danse (Happy go Lovely) de H. Bruce Humberstone
- 1951 : Pandora (Pandora and the Flying Dutchman) d'Albert Lewin
- 1952 : L'Île du désir (Saturday Night ou Island of Desire) de Stuart Heisler
- 1952 : The Great Game de Maurice Elvey
- 1953 : Johnny on the Run de Lewis Gilbert
- 1954 : Chaussure à son pied (Hobson's Choice) de David Lean
- 1954 : Le Serment du chevalier noir (The Black Night) de Tay Garnett
- 1954 : La Martienne diabolique (Devil Girl from Mars) de David MacDonald : Mr Jamieson
- 1955 : Richard III de Laurence Olivier
- 1957 : La Vallée de l'or noir (Campbell's Kingdom) de Ralph Thomas
- 1958 : L'Heure audacieuse (Next to no Time) de Henry Cornelius
- 1960 : L'Enlèvement de David Balfour (Kidnapped) de Robert Stevenson
- 1963 : Siege of the Saxons de Nathan Juran, rôle de Merlin
- 1966 : La Femme reptile (The Reptile) de John Gilling, rôle d'un fou
- 1967 : Mister Ten Per Cent de Peter Graham Scott
- 1971 : L'Abominable Docteur Phibes (The Abominable Dr. Phibes) de Robert Fuest
- 1975 : Objectif lotus (One of our Dinosaurs is missing) de Robert Stevenson
- 1979 : Le Prisonnier de Zenda (The Prisoner of Zenda) de Richard Quine

### À la télévision
- 1938 : The Duchess of Malfi, téléfilm produit par Royston Morley
- 1953 : Henry V, de Peter Watts : Pistol
- 1956 : Kidnapped, téléfilm de Joy Harington
- 1960 : Jules César (Julius Caesar) de Richard Eyre
- Première série de Chapeau melon et bottes de cuir (The Avengers) :
  - 1962 : saison 2, épisode 12, Mort d'un grand danois (Death of a Great Dane)
  - 1963 : saison 3, épisode 2, Plaidoirie pour un meurtre (Brief for Murder)
  - 1967 : Saison 5, épisode 13, Une petite gare désaffectée (A Funny Thing happened on the Way to the Station)
  - 1969 : Saison 6, épisode 31, Mademoiselle Pandora (Pandora)
- 1968 à 1977 : Dad's Army, de Jimmy Perry et David Croft : Private James Frazer

## Théâtre
Pièces jouées à Londres, comme acteur, sauf mention contraire
- 1919-1920 : Le Songe d'une nuit d'été (A Midsummer Night's Dream) de William Shakespeare
- 1920-1921 : Hamlet de William Shakespeare
- 1921-1922 : Timon d'Athènes (Timon of Athens), avec Francis L. Sullivan
- 1922-1923 : Le Marchand de Venise (The Merchant of Venice), Jules César (Julius Caesar), Henri VI (Henry VI : Parts I, II & III), Henri IV (Henry IV : Parts I & II), Hamlet, Antoine et Cléopâtre (Antony and Cleopatra), La Mégère apprivoisée (The Taming of the Shrew), Les Joyeuses Commères de Windsor (The Merry Wives of Windsor), Le Songe d'une nuit d'été (A Midsummer Night's Dream) et Richard III, de William Shakespeare ; Arthur de Laurence Binyon et Sir John Martin ; Britain's Daughter de Gordon Bottomley
- 1923-1924 : Troïlus et Cressida (Troilus and Cressida), Le Marchand de Venise, Peines d'amour perdues (Love's Labour's Lost), Henri VIII (Henry VIII), Henri V (Henry V), Hamlet (The Merchant of Venice), Les Deux Gentilshommes de Vérone (The Two Gentlemen of Verone), La Tempête (The Tempest), Comme il vous plaira (As you Like it), Coriolan (Coriolanus) et Titus Andronicus de William Shakespeare ; Un chant de Noël (A Christmas Carol), adaptation du conte éponyme de Charles Dickens ; L'École de la médisance (The School for Scandal) et Les Rivaux (The Rivals), de Richard Brinsley Sheridan ; Faust de Johann Wolfgang von Goethe, adaptation de Graham et Tristan Rawston
- 1924-1925 : Le Conte d'hiver (The Winter's Tale), Beaucoup de bruit pour rien (Much ado about Nothing), Le Songe d'une nuit d'été (A Midsummer Night's Dream), Richard II et Othello ou le Maure de Venise (Othello, the Moor of Venice), de William Shakespeare ; Hannele de Gerhart Hauptmann
- 1925-1926 : Hamlet de William Shakespeare, avec Fay Compton, Sybil Thorndike
- 1926-1927 : Macbeth de William Shakespeare, avec Jack Hawkins, Sybil Thorndike
- 1927-1928 : Henri V (Henry V) de William Shakespeare, avec Eric Portman, Torin Thatcher, Sybil Thorndike
- 1928-1929 : Macbeth, Les Joyeuses Commères de Windsor (The Merry Wives of Windsor), Peines d'amour perdues (Love's Labour's Lost), Henri VIII (Henry VIII), Henri V (Henry V, avec Eric Portman, Sybil Thorndike), Hamlet, La Nuit des rois, ou Ce que vous voudrez (Twelfth Night, or What you will) et Comme il vous plaira (As you Like it), de William Shakespeare ; Les Vikings (The Vikings) de Henrik Ibsen, adaptation de William Archer ; Caste de Thomas William Robertson ; Marie-Magdeleine (Mary Magdalene) de Maurice Maeterlinck (toutes les pièces de cette saison 1928-29 sont jouées aux côtés de Torin Thatcher)
- 1929 : Les Joyeuses Commères de Windsor (The Merry Wives of Windsor) de William Shakespeare, avec Torin Thatcher (à Édimbourg)
- 1931-1932 : La Nuit des rois, ou Ce que vous voudrez (Twelfth Night, or What you will) de William Shakespeare
- 1933-1934 : Hamlet de William Shakespeare, avec Esmond Knight, Sybil Thorndike ; The Tudor Wench d'Elswyth Thane ; Les Rivaux (The Rivals) de Richard Brinsley Sheridan ; La Provinciale (The Country Wife) de William Wycherley
- 1935-1936 : Glamorous Night, comédie musicale, musique d'Ivor Novello, lyrics et livret d'I. Novello et Christopher Hassall (à Glasgow) ; Rosmersholm de Henrik Ibsen
- 1937-1938 : Surprise Item de Cyrus Brook ; Opérette (Operette) de Noel Coward
- 1945 : Hamlet de William Shakespeare (à Perth ; comme metteur en scène)
- 1947 : The Life of John Knox de James Bridie (à Glasgow)
- 1955 : L'Avare (The Laird o' Grippy) de Molière, adaptation en écossais de Robert Kemp (à Édimbourg)
- 1955-1956 : La guerre de Troie n'aura pas lieu (Tiger at the Gates) de Jean Giraudoux, adaptation de Christopher Fry, musique de scène de Lennox Berkeley, avec Michael Redgrave, Diane Cilento, Catherine Lacey, Nehemiah Persoff (à Broadway)